# Mesochorus boreus
Mesochorus boreus là một loài tò vò trong họ Ichneumonidae.